# 奧克福德 (印地安納州)
奧克福德（英語：Oakford）是位於美國印地安納州霍華德縣的一個非建制地區。該地的面積和人口皆未知。